# Перес Греко, Эдгар
Эдгар Фернандо Перес Греко (исп. Edgar Fernando Pérez Greco; род. 16 февраля 1982, Сан-Кристобаль) — венесуэльский футболист, полузащитник; тренер.

## Клубная карьера
Перес — воспитанник клуба «Депортиво Тачира». В 2004 году он дебютировал в венесуэльской Примере. В 2008 году Эдгар помог клубу выиграть чемпионат. 10 февраля 2009 года в матче Кубка Либертадорес против парагвайского «Гуарани» он забил гол. 13 апреля 2011 года в поединке Кубка Либертадорес против чилийского «Коло-Коло» Эдгар отметился забитым мячом. В том же году Перес во второй раз стал чемпионом Венесуэлы.
Летом 2011 года Эдгар перешёл в «Депортиво Лара». 14 августа в матче против своей предыдущей команды «Депортиво Тачира» он дебютировал за новый клуб. 24 октября в поединке против «Эстудиантес де Мерида» Перес забил свой первый гол за «Депортиво Лара». В своём дебютном сезоне он стал чемпионом страны. 5 апреля 2013 года в матче Кубка Либертадорес против аргентинского «Ньюэллс Олд Бойз» Эдгар забил гол.
В начале 2015 года Перес присоединился к «Депортиво Ла Гуайра». 11 января в матче против «Депортиво Ансоатеги» он дебютировал за новую команду. 7 ноября в поединке против «Метрополитанос» Эдгар забил свой первый гол за Депортиво Ла Гуайра. В этом же году он помог команде завоевать Кубок Венесуэлы. В начале 2016 года Перес вернулся в «Депортиво Тачира». В матчах Кубка Либертадорес против «Олимпии» и мексиканского УНАМ Пумас он забил по голу. 23 января 2018 года в поединке Кубка Либертадорес против эквадорской «Макары» Эдгар отметился забитым голом.

## Международная карьера
В 2006 году Перес дебютировал за сборную Венесуэлы. 25 января 2012 года в поединке против сборной Мексики Эдгар забил свой первый гол за национальную команду.

### Голы за сборную Венесуэлы
| #   | Дата           | Место                     | Противник | Счёт | Результат | Соревнование      |
| --- | -------------- | ------------------------- | --------- | ---- | --------- | ----------------- |
| 01. | 25 января 2012 | NRG-стэдиум, Хьюстон, США | Мексика   | 0:1  | 3:1       | Товарищеский матч |

## Достижения
Командные
 «Депортиво Тачира»
- Чемпионат Венесуэлы по футболу — 2007/08
- Чемпионат Венесуэлы по футболу — 2010/11
- Обладатель Кубка Венесуэлы — 2009

 «Депортиво Лара»
- Чемпионат Венесуэлы по футболу — 2011/12

 «Депортиво Ла Гуайра»
- Обладатель Кубка Венесуэлы — 2015